# Jacqueline Bracamontes
Pour les articles homonymes, voir Van Hoorde.
Jacqueline Bracamontes Van Hoorde (née le 23 décembre 1979 à Guadalajara) est une actrice mexicaine.

## Biographie
Après avoir obtenu son baccalauréat, Jacqueline Bracamontes vient s'installer en France.
Plus tard, elle retourne au Mexique, où elle pose dans plusieurs magazines de mode tout en suivant des études en sciences de l'information et de la communication.
Elle est repérée pour sa beauté, dans un magazine par Lupita Jones, ex-Miss Univers et directrice du concours de Miss Mexique Nuestra Belleza México qui lui propose d'y participer. Jacqueline Bracamontes accepte et remporte le prix en 2000. Cette victoire la qualifie pour le concours Miss Univers, édition remportée par Denise Quiñones.
Depuis 2001, elle joue dans des telenovelas en commençant par Complices al Rescate. En 2004, elle incarne Maribelle dans Rubí. En 2006, elle a le rôle principal dans Heridas de amor. La même année elle participe au grand succès La fea más bella.
En 2007, elle débute au cinéma dans Cuando las cosas suceden d'Antonio Peláez.
En 2009, elle a le rôle principal dans Sortilegio avec William Levy, David Zepeda, Julián Gil, Daniela Romo et Chantal Andere.

## Filmographie

### Cinéma
- 2007 : Cuando las cosas suceden d'Antonio Peláez : Hermana Lucía
- 2016 : Un padre no tan padre : Alma[1]

### Telenovelas
- 2001 : Complices al Rescate
- 2002 : Entre el amor y el odio : Lionela Montenegro
- 2003 : Alegrijes y Rebujos
- 2004 : Rubí : Maribel de la Fuente
- 2006 : Heridas de Amor : Miranda San Llorente
- 2006 : La plus belle des laides (La Fea Más Bella) : Magaly Ruiz Esparza
- 2008 : Las Tontas No Van Al Cielo : Cándida Morales, dite Candy
- 2009 : Sortilegio : Maria José Samaniego Miranda Lombardo/Sandra Samaniego Miranda[2]
- 2017 : El bienamado : Laura Urquidi de Serrano
- 2017 : Por amar sin ley : Fabiola Granados
- 2021 : La suerte de Loli : Mariana Torres Tovar

### Émissions télévisées
- 2012 : La Voz México : Présentatrice

## Théâtre
- 2006 : Un Gallego en Paris
- 2008 : Hasta Que La Muerte Nos Separe
- 2009 : Hasta que la Boda nos Separe
- 2010 : Sortilegio, el show : Maria José Samaniego